# Abercrombie Quartet
Abercrombie Quartet is een studioalbum van John Abercrombie én het kwartet rondom hem. Na een eenmalig uitstapje naar een platenlabel verscheen dit album weer op ECM Records. Ook de geluidsstudio was vertrouwd. Het kwartet nam het album op in de Talent Studio te Oslo, opnieuw met Jan Erik Kongshaug achter de knoppen. Het album verscheen in 2015 op compact disc in een boxje The first quartet geheten, de elpee was toen al jaren uitverkocht. 
Het kwartet gaf dit album uit na een aantal concerten, waarbij ook onderstaande nummers werden uitgevoerd. In tegenstelling tot het vorig album, was de muziek dus ruimschoots geoefend. Abercrombie zijn bij de cd-heruitgave in 2015, dat dit album hun stijl tijdens concerten het dichtst benaderde.

## Musici
- John Abercrombie – gitaar, mandolinegitaar
- Richard Beirach – piano
- George Mraz – basgitaar
- Peter Donald – slagwerk

## Muziek
| Nr. | Titel                   | Duur |
| --- | ----------------------- | ---- |
| 1.  | Blue wolf (Abercrombie) | 8:20 |
| 2.  | Dear rain (Abercrombie) | 6:49 |
| 3.  | Stray (Beirach)         | 6:31 |

| Nr. | Titel                     | Duur |
| --- | ------------------------- | ---- |
| 1.  | Madagascar (Beirach)      | 9:00 |
| 2.  | Riddles (Beirach)         | 8:07 |
| 3.  | Foolish dog (Abercrombie) | 6:16 |

Foolish dog heette oorspronkelijk Foolish door, maar kreeg haar naam door een tikfout. Riddles is geïnspireerd op een baslijn van Bo Diddley.